# Novomargaritovo
Novomargaritovo (ryska: Новомаргаритовo) är en by i Azovskij rajon i Rostov oblast. 

## Geografi och befolkning
Byn är belägen 55 kilometer väst om distriktshuvudstaden Azov, på en klippa vid Azovska havets sydöstra kust vid en ås känd som Tangarog. Byn grundades under det tidiga 1800-talet och dess huvudgata heter Ulitsa Lenina. Novomargaritovo är ett avfolkningssamhälle, som hade 486 invånare år 2010, men över 700 invånare åtta år tidigare.
Postnummer till Novomargaritovo är 346777.
Närmsta samhälle i väst är Port-Katon och närmsta samhälle ost är den tidigare grundade byn Margaritovo.

## Modern historia

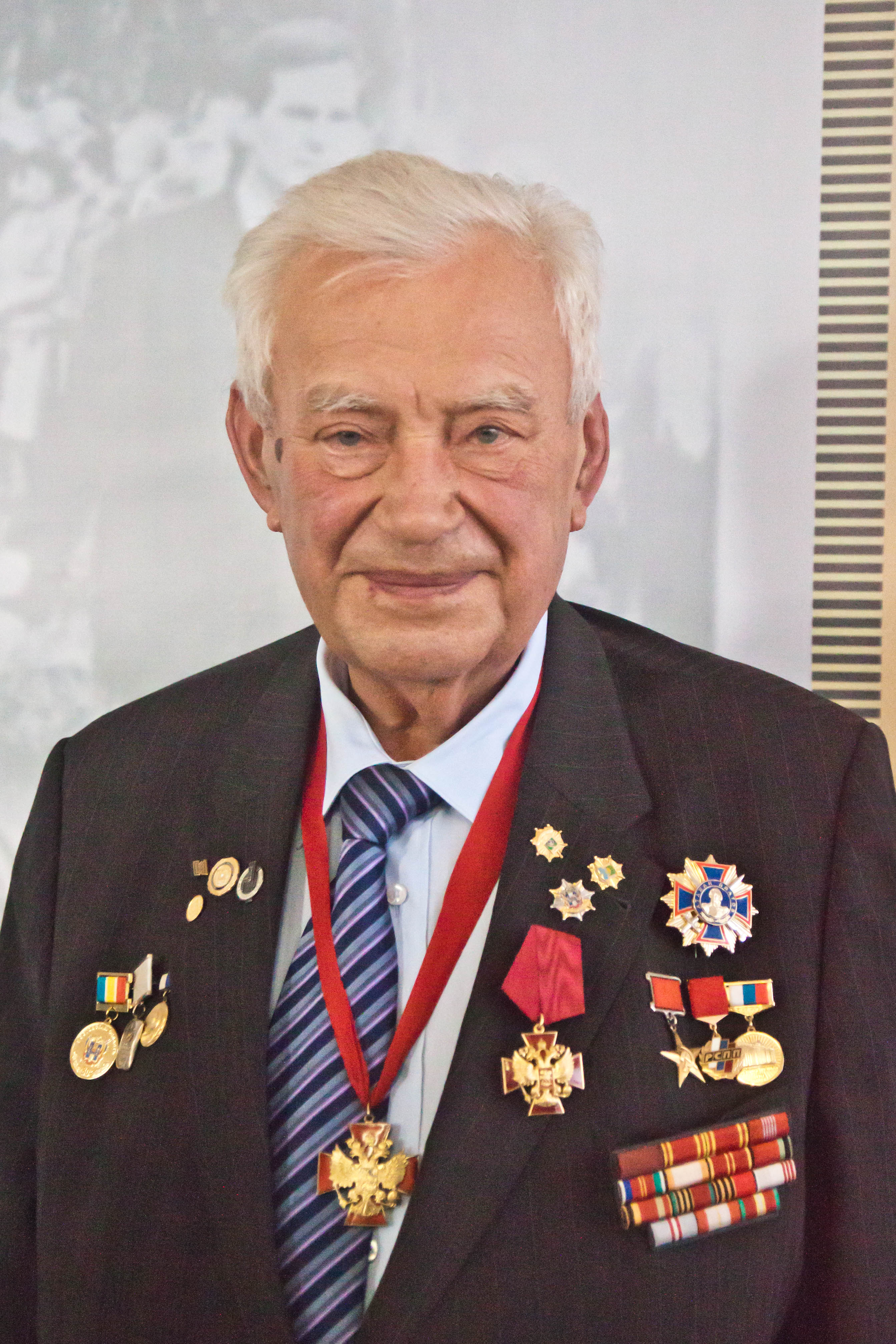
Jurij Pieskov

En av socialistiska arbetets hjältar, Jurij Pieskov, pensionerade sig i Novomargaritovo. I juli 2020, när Pieskov var 80 år gammal, utsattes hans hem i byn för ett våldsamt och beväpnat inbrott där hans syster blev mördad och Jurij Pieskov själv utsattes för flera knivhugg. Pieskov dog senare i december samma år. I maj 2021 anhölls två av byns invånare och en entreprenör från Sankt Petersburg för inblandning i inbrottet och mordet och riskerar livstids fängelse utan chans för frigivning ifall de döms. När rättegången blir av är ännu inte känt.